# 우드 (악기)

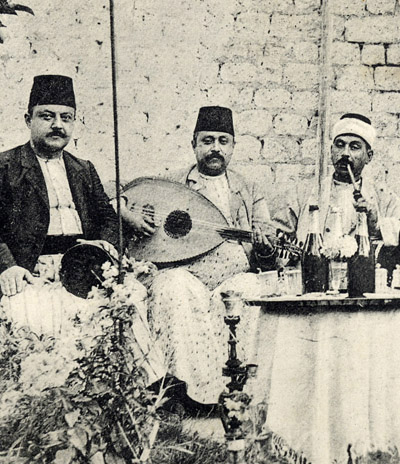
1915년 시리아 알레포에서 활동하던 음악가들이 우드를 연주하는 모습

우드(아랍어: عود, 페르시아어: بربط, 튀르키예어: ud)는 중동, 북아프리카에서 사용되는 전통 현악기이다. 유럽에서 사용되는 류트와 비슷하게 생겼으며 목이 짧고 서양배 모양을 띠고 있다. 일반적으로 6개 코스, 11개 현 구조를 띠고 있는데 최저음을 내는 마지막 현만 1개 현이고 나머지 10개 현은 5개 쌍을 이룬다. 아랍 세계, 터키, 이란, 북아프리카, 중앙아시아, 캅카스, 발칸반도에서 류트와 비슷하게 생긴 현악기가 사용되었을 정도로 수천년이 넘는 역사를 자랑한다.

## 어원
우드라는 악기의 어원은 분명하지 않지만 아랍어에서 '알우드'(아랍어: العود)는 문자 그대로 "짚과 같은 모양을 띤 얇은 나뭇조각"을 의미한다. 전통적인 우드 연주에 사용되었던 나무 피크와 뒷부분에 사용된 얇은 나무 조각과 비슷한 가죽을 씌운 악기와 달리 나무로 만든 공명판을 의미하기도 한다. 에크하르트 노이바이어(Eckhard Neubauer)의 연구에 따르면 우드라는 단어는 페르시아어로 "줄"을 뜻하는 단어인 '루드'(rud)를 단순하게 차용한 아랍어 단어일 가능성이 있다고 한다.

## 역사
기원전 3000년경에 메소포타미아 남부에서 사용된 우루크 기의 원통 인장(현재 영국 대영 박물관에 소장되어 있음)에서 최초로 등장했을 정도로 오랜 역사를 갖고 있으며 성서의 창세기에 등장하는 아담과 카인의 후예인 라멕이 우드를 만들었다는 전설이 전한다. 메소포타미아의 동쪽에 위치한 박트리아, 간다라에 전파된 이후에는 짧은 목을 가진 아몬드 모양으로 개량되었고 페르시아 사산 제국 시대에는 짧은 아몬드 모양을 띤 현악기인 바르바트(Barbat)가 등장하게 된다.
이슬람교의 등장을 계기로 바르바트는 우드라고 부르게 되었고 8세기부터 9세기 사이에 활동했던 이슬람 세계의 음악가들이 이베리아반도로 몰려들게 된다. 11세기에는 이슬람 세계의 지배를 받고 있던 이베리아반도가 유럽에서 악기 제조의 중심지로 여겨졌는데 프랑스 프로방스 지방에서 활동하던 음유 시인들이 유럽 각지에 우드를 전파하게 된다. 유럽 각지에서 류트가 개발되면서 우드는 아랍 음악의 핵심을 이루는 악기가 되었고 오스만 제국 시대에는 광범위한 우드 개량이 진행되었다.
중앙아시아 각지에서 활동하던 튀르크족은 우드와 비슷하게 생긴 현악기인 코무즈(Komuz)를 사용했다. 코무즈를 마력이 있는 악기라고 생각했던 튀르크족은 전쟁터에서 군악대를 지휘하는 데에 사용했는데 돌궐의 기념비에도 등장한다. 후대에 튀르크족이 세운 나라들 뿐만 아니라 유럽에 활동하던 군악대에서도 우드를 사용했다.

## 구조와 특징
- 목: 우드에는 여러 현악기들과는 달리 목 부분에 기둥이 없다. 이를 통해 우드 연주자들은 글리산도, 트릴 기법을 쉽게 표현할 수 있다. 기둥이 없기 때문에 마캄에서 볼 수 있는 미분음을 연주할 수 있다. 우드에 기둥이 없는 것은 후대의 개량에 따른 결과이다. 1100년경에 제작된 우드에는 기둥이 존재했지만 1300년에 없어졌다. 우드에서 기둥이 제외된 것은 중동의 음악이 발전하는 과정에서 장식음을 중시했음을 반영한다.
- 현: 대부분의 우드는 11개의 현을 갖고 있다. 10개의 현은 5개 코스로 구성된 2개 현이고 11번째 현은 최저음을 내는 1개 현이다. 우드 연주에 쓰는 힘은 현대의 기타에 비하면 가벼운 편이다.
- 줄감개집: 우드의 줄감개집은 목부터 45도에서 90도 정도로 휘어져 있다.
- 몸통: 우드의 몸통 뒷면은 서양배처럼 불룩하며 기타의 뒷부분처럼 평평하지 않다. 이러한 구조를 통해 우드는 공명을 만들어내며 복잡한 음색을 만든다.
- 울림 구멍: 우드에는 1개부터 3개까지 달린 울림 구멍이 있다.

## 종류
우드에는 여러 가지 종류가 존재하는데 형상이나 조율에 큰 차이가 있다.

### 아랍 우드
- 시리아 우드: 약간 크고 긴 편이고 음높이가 약간 낮은 편이다.
- 이라크 우드: 크기는 시리아 우드를 닮았지만 떠 있는 기러기발이 특징이다. 이러한 설계에 따라 집중적으로 중간 정도의 주파수를 낼 수 있으며 기타와 같은 소리가 나온다. 이라크의 우도 연주자인 무니르 바시르(Munir Bashir)가 설계했다.
- 이집트 우드: 크기는 시리아 우드, 이라크 우드와 비슷하지만 서양배 모양을 띠고 있고 음높이도 약간 다른 편이다. 보다 화려한 장식을 띤다.

### 터키 우드
터키 외에도 그리스, 아르메니아에서 사용되며 그리스에서는 우티(Outi)라고 부르기도 한다. 크기는 일반적인 우드보다 작지만 목 부분이 짧은 편이다. 보다 높은 소리, 밝은 음색을 낸다.

### 페르시아 우드
아랍 우드보다 크기가 작고 음높이가 높은 편이다. 터키 우드와는 크기가 비슷하지만 보다 작은 편이다.

### 카딤 우드
북아프리카의 우드이지만 사용하는 사람이 없다.

### 우드가 아닌 악기
그리스의 악기인 라우토(Laouto), 라브타(Lavta)는 우드와 비슷한 모양을 갖고 있지만 서로 다른 연주법을 갖고 있고 우드에는 없는 기둥이 달려 있다. 이들 악기는 비잔티움 제국 시대에 처음 등장했는데 라우토는 크레타에서 사용된다.

## 조율
우드에는 각종 조율법이 있다. 여기서 말하는 조율은 맨 마지막에 있는 1개 현부터 맨 처음에 이르는 2개 현까지에 따른 배열을 의미한다.

### 아랍 우드의 조율법
- G A D G C F
- D G A D G C
- C F A D G C
- C E A D G C
- F A D G C F

### 터키 우드의 조율법
- 구식 터키 고전 조율: A D E A D G
- 신식 터키 고전 조율: F# B E A D G
- 터키-아르메니아식 조율: E A B E A D
- 터키-아르메니아식 조율 변주: C# F# B E A D
- 줌부쉬(Cümbüş)식 조율: D E A D G C

## 같이 보기
- 아랍 음악